# Udea
Udea (лат.) — род бабочек огнёвок-травянок из подсемейства Spilomelinae (Crambidae). Включает более 200 видов.
Известные в настоящее время виды обитают на всех континентах, кроме Антарктиды.

## Распространение
Распространен преимущественно в умеренном поясе Евразии и Нового Света, имеет немногочисленных представителей на южных континентах Старого Света (в Афротропике 10 видов, 1 вид в Австралии). Значительное число эндемичных видов встречается на островах в Тихом и Атлантическом океанах. 41 вид обитает на Гавайских островах, два эндемичных вида — на островах Хуан-Фернандес, по одному эндемичному виду — на Азорских, Мадейре, Канарских островах, острове Святой Елены и Тристан-да-Кунья. Некоторое сужение арела рода произошло из-за таксономических решений. Пять видов из Африки к югу от Сахары, ранее относившиеся к Udea, были выделены Маесом (2006) в отдельный род Udeoides. Монотипический род Deana и род Mnesictena с семью видами, встречающиеся в Новой Зеландии, предположительно тесно связаны с Udea. Mnesictena рассматривался как синоним Udea.
В Палеарктике отмечено около 70 видов, в России встречается около 40 видов.

## Кормовые растения
Питаются широким спектром пищевых растений. Некоторые виды, например, Udea rubigalis, являются полифагами и питаются растениями из самых разных семейств растений.
Стадия гусеницы у большинства видов Udea неизвестна, поэтому сведения о питании также отсутствуют. Многие виды с известной биологией являются полифагами и питаются травянистыми растениями преимущественно из семейств Apiaceae, Asteraceae, Lamiaceae, Plantaginaceae и Rosaceae. Подробное описание гусеницы известно для Udea lutealis.

## Описание
К роду Udea относятся средние по размеру молевидные чешуекрылые с длиной передних крыльев от 9 мм (например, U. numeralis) до 14 мм (например, U. maderensis).
В состоянии покоя крылья лежат назад над телом, при этом передние крылья полностью закрывают задние. Окраска передних крыльев варьирует в зависимости от вида от однотонной без рисунка или до сложного рисунка, иногда напоминающего рисунок передних крыльев Scopariinae. Задние крылья обычно одноцветные или двухцветные и, как правило, имеют темную бахрому в дополнение к темному пятну.
Отличаются строением гениталий: ункус одноголовчатый. Во всех группах видов рода Udea, кроме видовой группы Udea ferrugalis, акцессорный сигнум находится в месте соединения ductus bursae и corpus bursae. У самок некоторых видов наблюдается редукция уздечки щетинок в механизме сцепление крыльев до одной щетинки, например, у Udea alpinalis и U. itysalis.

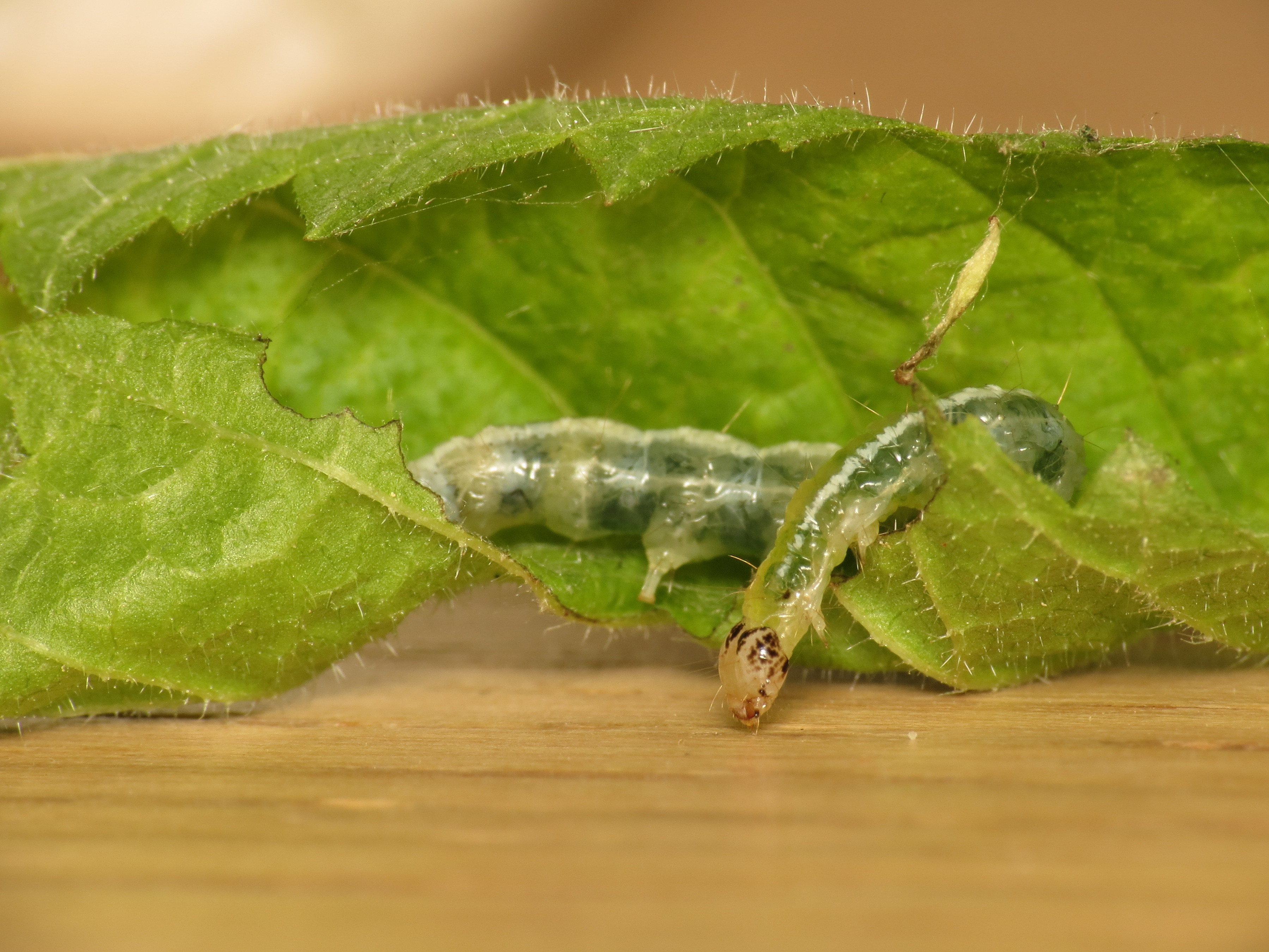
Udea prunalis, гусеница
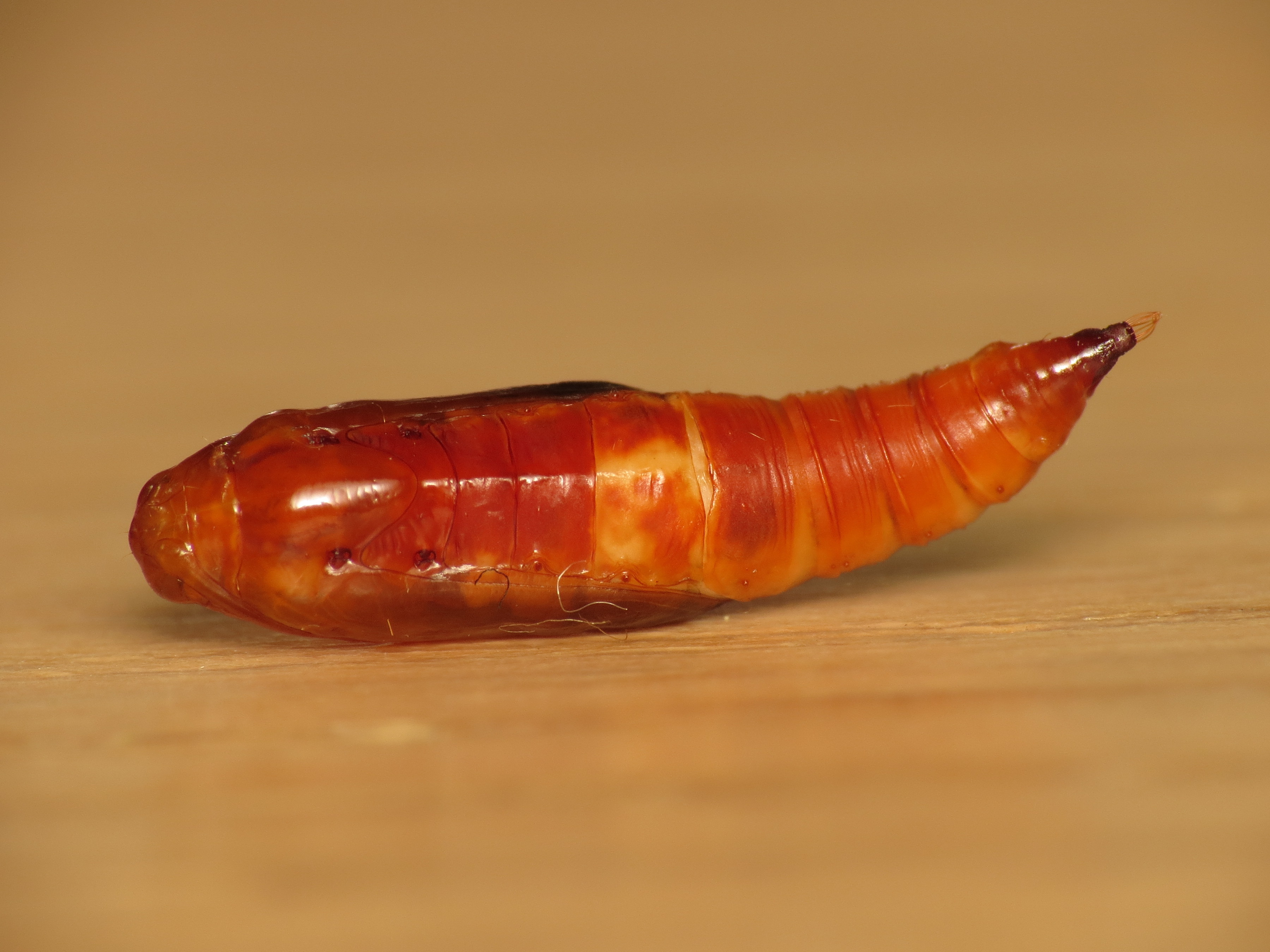
Udea prunalis, куколка

## Классификация

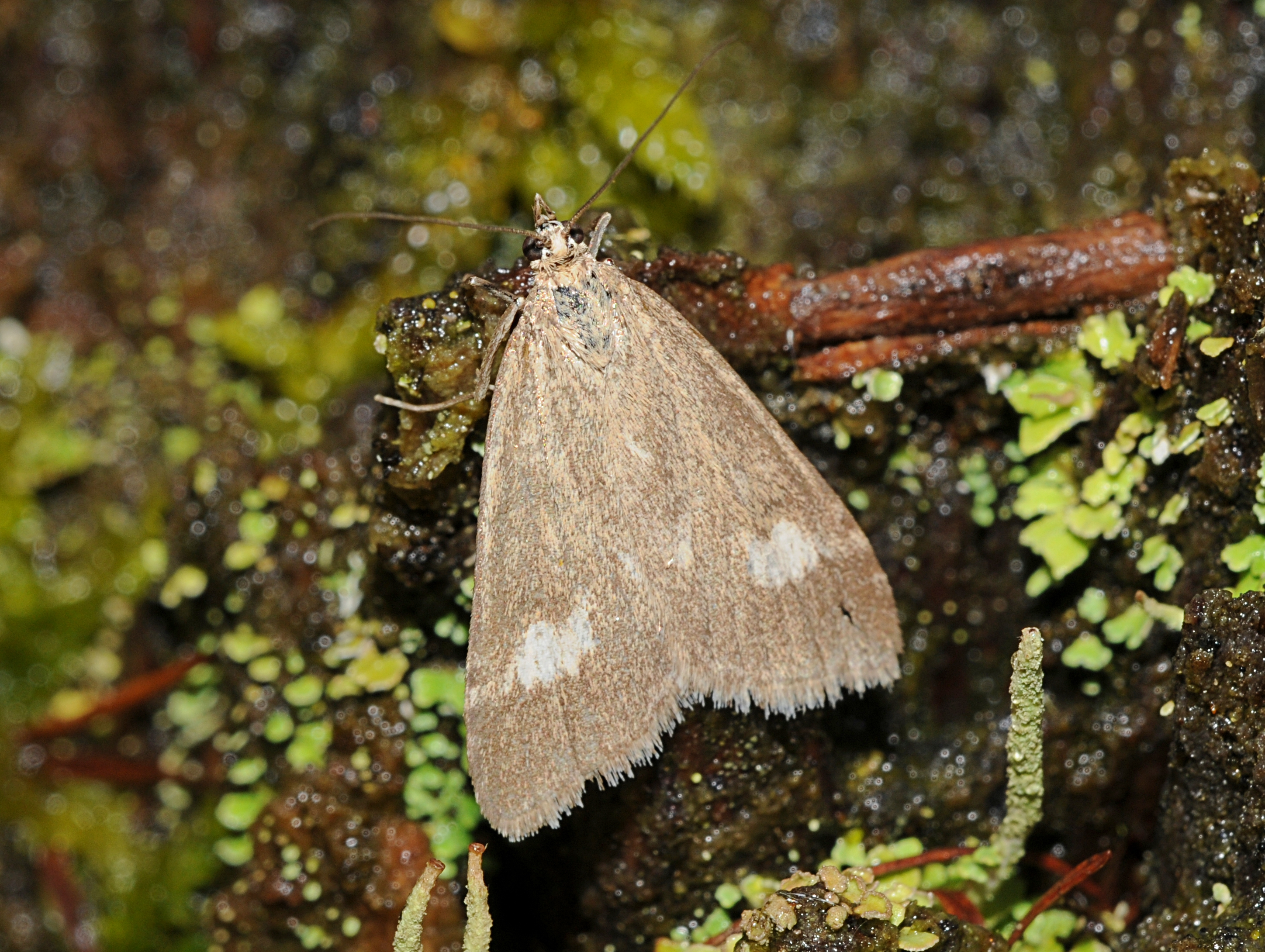
Udea alpinalis

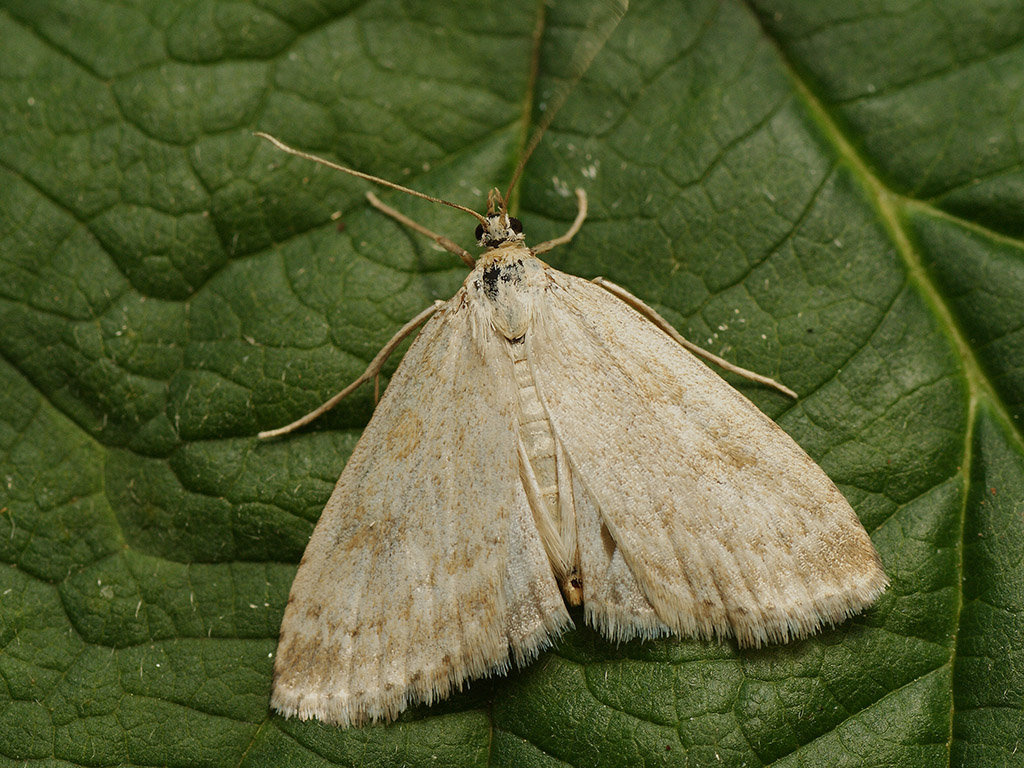
Udea decrepitalis

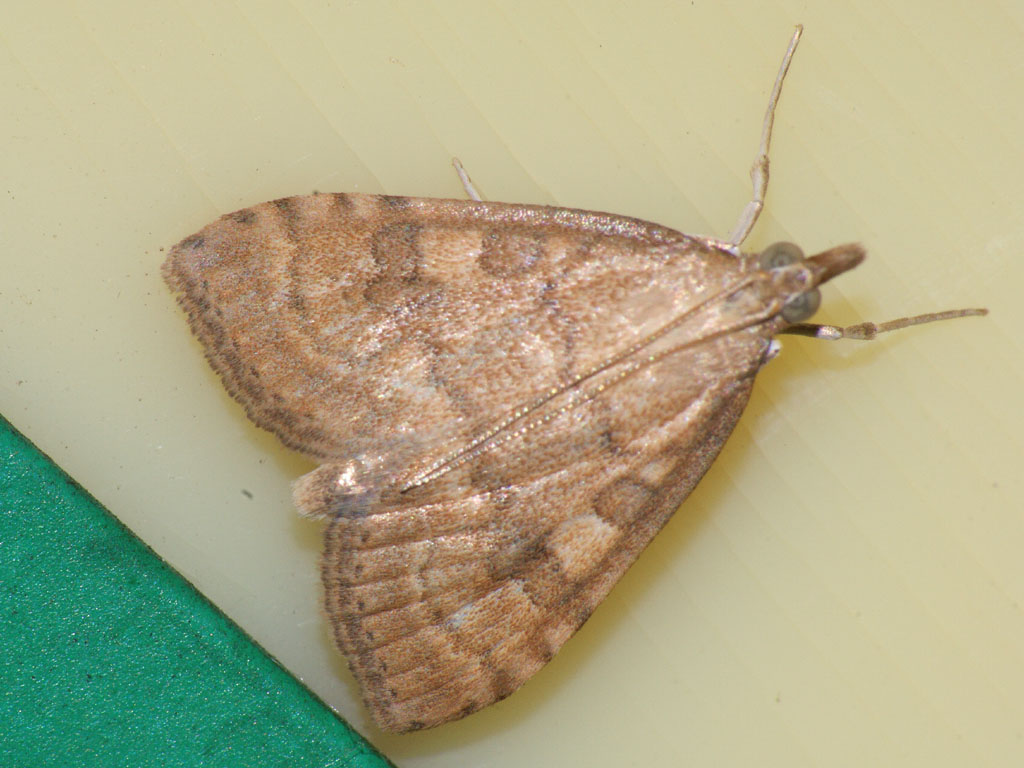
Udea fulvalis

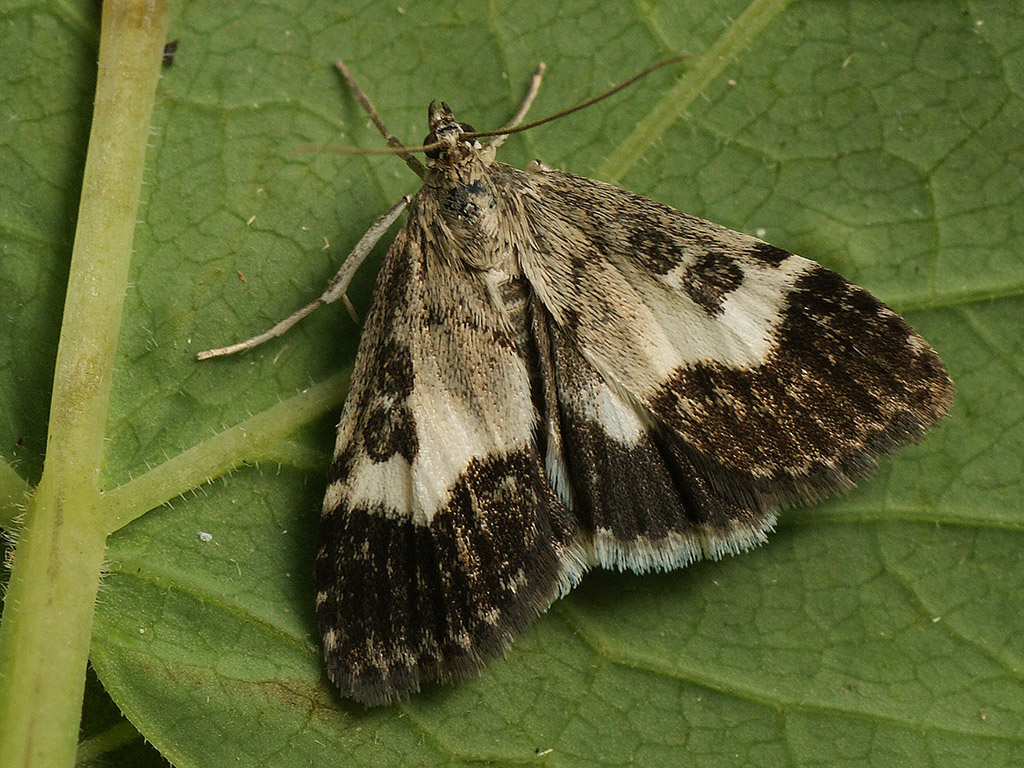
Udea hamalis

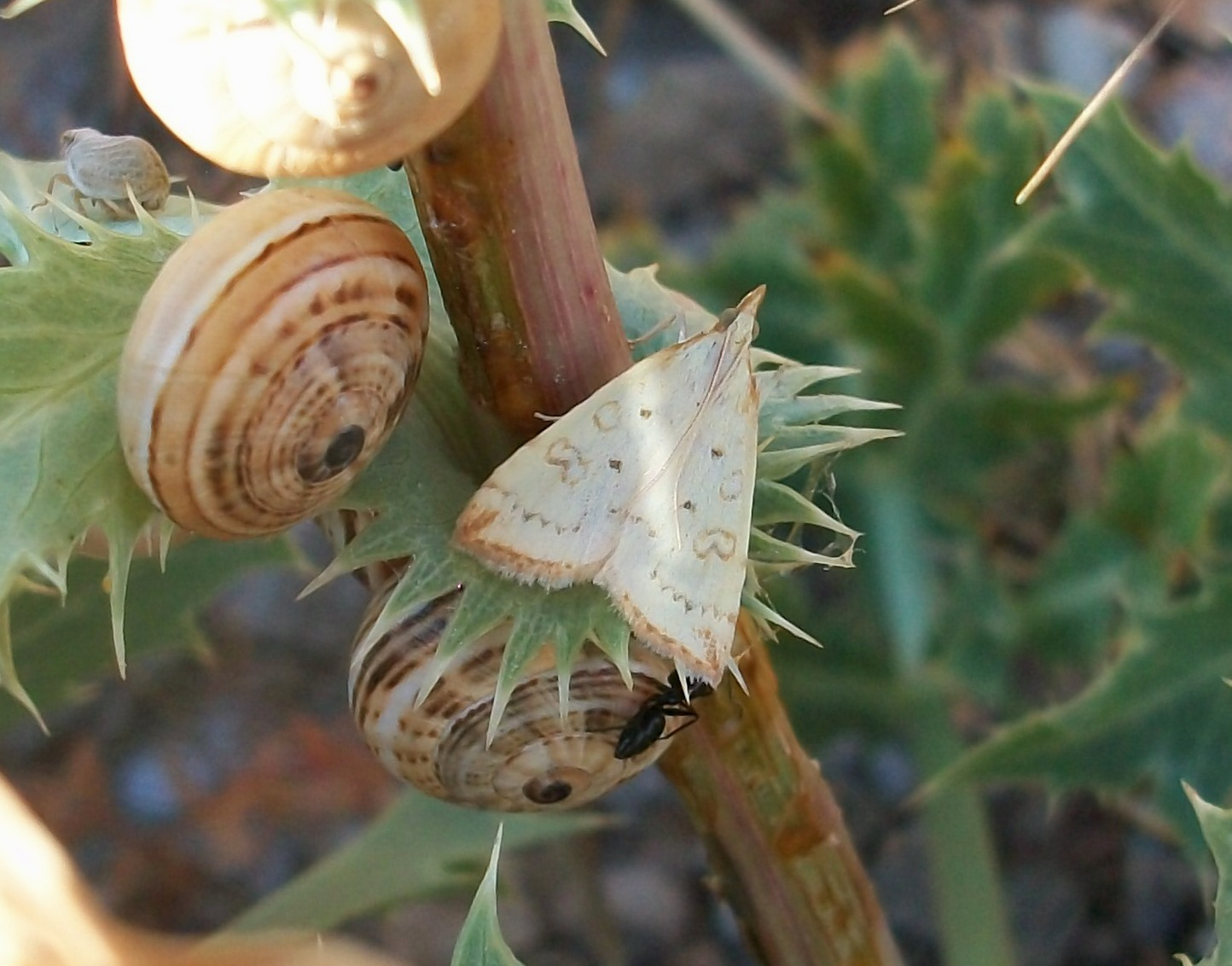
Udea institalis

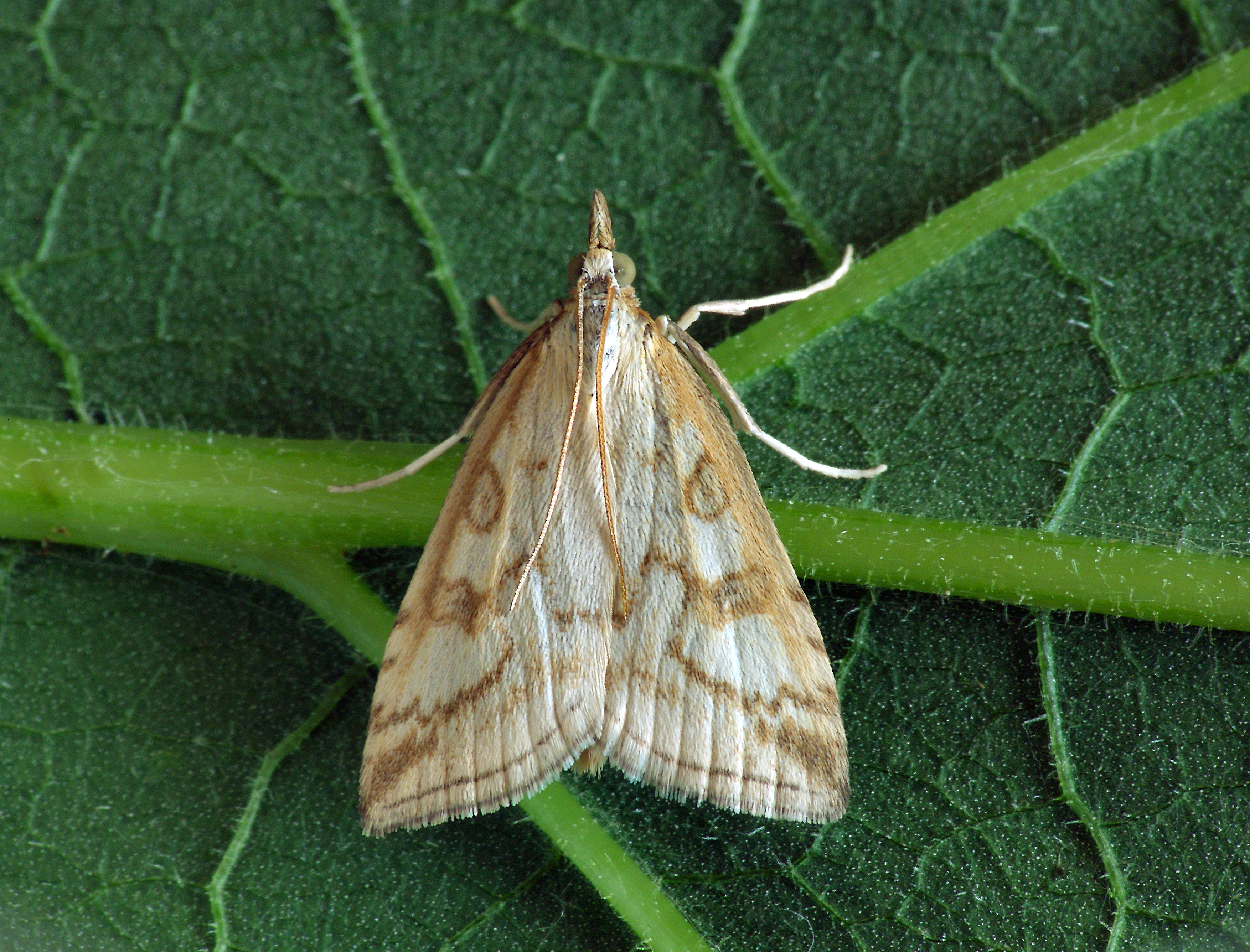
Udea lutealis

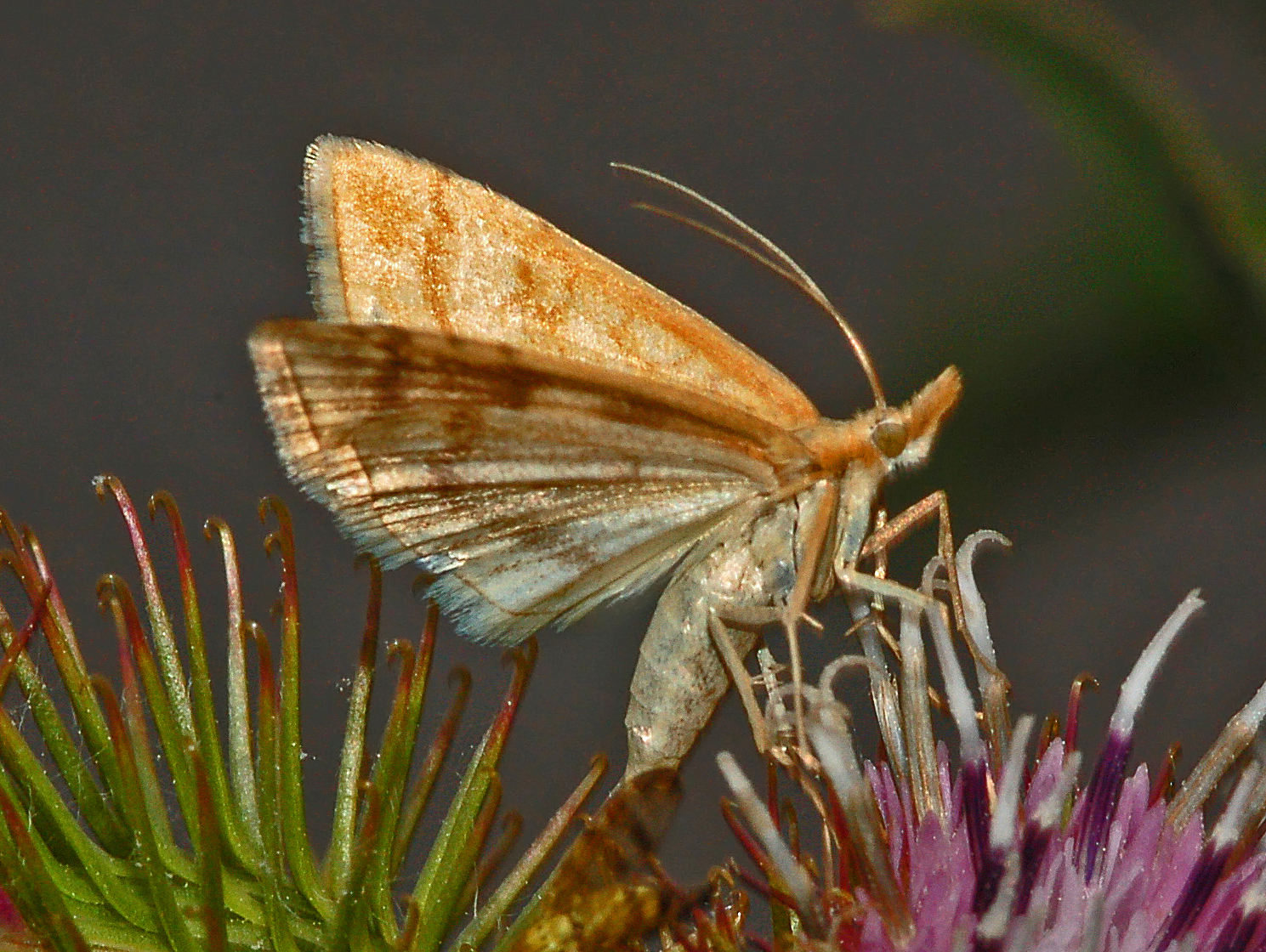
Udea lutealis

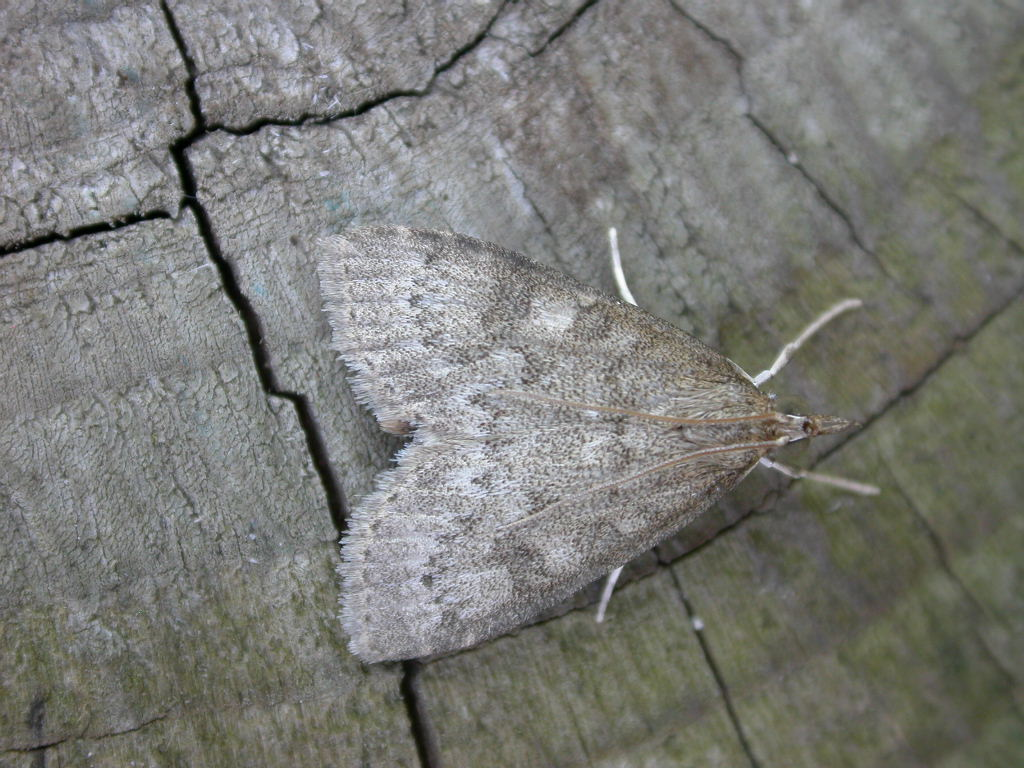
Udea prunalis

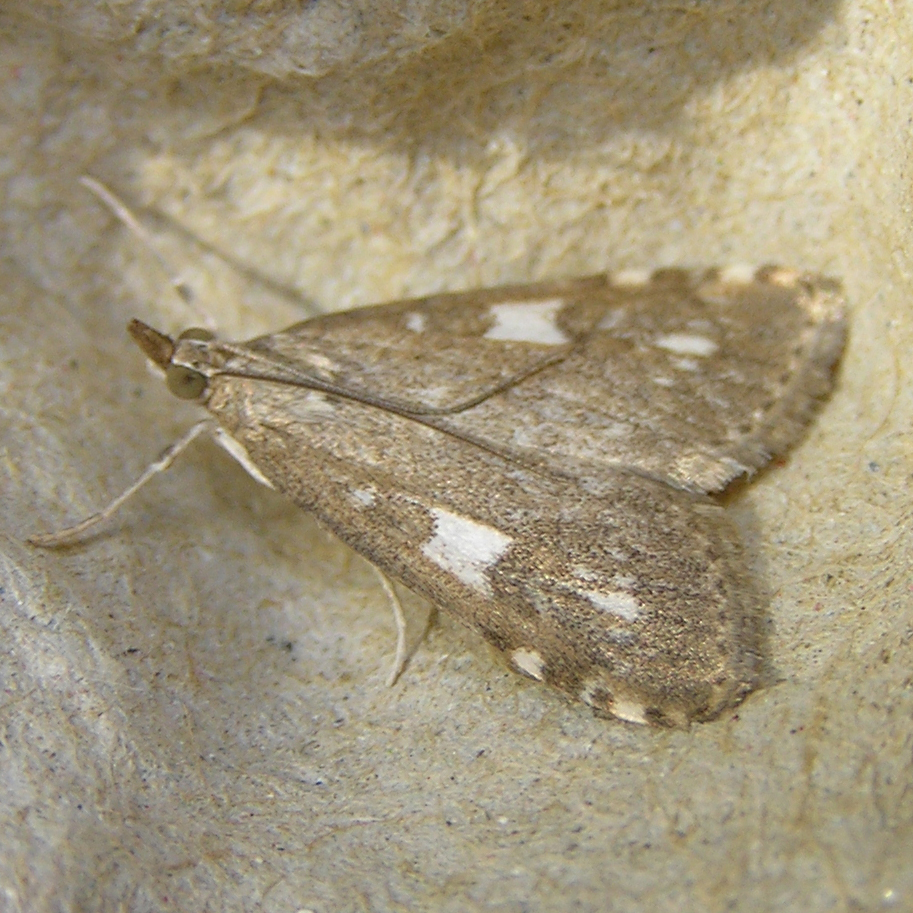
Udea olivalis

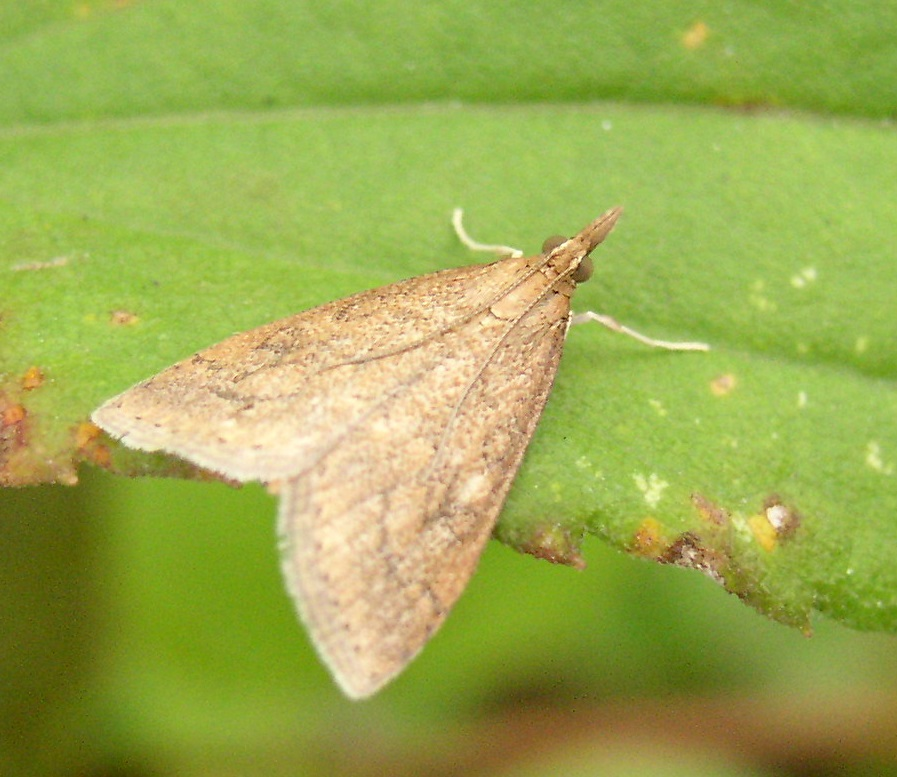
Udea rubigalis

Включает более 214 видов из трибы Udeini подсемейства Spilomelinae. Род был выделен французским энтомологом Ашилем Гене в 1845 году. Род наиболее близок к родам Mnesictena, Deana и Udeoides. В прошлом Mnesictena включалась в Udea, но в настоящее время считается самостоятельным родом, включающим семь видов.
Североамериканские, европейские и африканские виды Udea рассматривались в ряде исследований, и было предложено несколько видовых групп.
Udea ferrugalis species group:
- Udea accolalis (Zeller, 1867)
- Udea azorensis Meyer, Nuss & Speidel, 1997
- Udea delineatalis (Walker in Melliss, 1875)
- Udea exigualis (Wileman, 1911)
- Udea ferrugalis (Hübner, 1796)
- Udea heterodoxa (Meyrick, 1899)
- Udea kirinyaga Mally in Mally et al., 2022
- Udea liopis (Meyrick, 1899)
- Udea lugubralis (Leech, 1889)
- Udea maderensis (Bethune-Baker, 1894)
- Udea meruensis Mally in Mally et al., 2022
- Udea momella Mally in Mally et al., 2022
- Udea montensis Mutuura, 1954
- Udea namaquana Karisch & Mally in Mally et al., 2022
- Udea nicholsae Mally in Mally et al., 2022
- Udea nordmani (Rebel, 1935)
- Udea profundalis (Packard, 1873)
- Udea pyranthes (Meyrick, 1899)
- Udea rubigalis (Guenée, 1854)
- Udea rusticalis (Barnes & McDunnough, 1914)
- Udea stationalis Yamanaka, 1988
- Udea swezeyi (Zimmerman, 1951)

Udea itysalis species group:
- Udea abstrusa Munroe, 1966
- Udea beringialis Munroe, 1966
- Udea brevipalpis Munroe, 1966
- Udea cacuminicola Munroe, 1966)
- Udea costalis (Eversmann, 1852)
- Udea derasa Munroe, 1966
- Udea itysalis (Walker, 1859)
- Udea livida Munroe, 1966
- Udea radiosalis (Möschler, 1883)
- Udea tachdirtalis (Zerny, 1935)
- Udea turmalis (Grote, 1881)

Udea numeralis species group:
- Udea ardekanalis Amsel, 1961
- Udea bipunctalis (Herrich-Schäffer, 1848)
- Udea confinalis (Lederer, 1858)
- Udea cyanalis (La Harpe, 1855)
- Udea exalbalis (Caradja, 1916)
- Udea fimbriatralis (Duponchel, 1833)
- Udea fulvalis (Hübner, 1809)
- Udea hageni Viette, 1952
- Udea institalis (Hübner, 1819)
- Udea languidalis (Eversmann, 1842)
- Udea lutealis (Hübner, 1809)
- Udea numeralis (Hübner, 1796)
- Udea olivalis (Denis & Schiffermüller, 1775)
- Udea praepetalis (Lederer, 1869)
- Udea ruckdescheli Mally, Segerer & Nuss, 2016
- Udea tritalis (Christoph, 1881)
- Udea zernyi (Klima in Zerny, 1940)

Udea alpinalis species group:
- Udea alpinalis (Denis & Schiffermüller, 1775)
- Udea altaica (Zerny, 1914)
- Udea austriacalis (Herrich-Schäffer, 1851)
- Udea bourgognealis Leraut, 1996
- Udea carniolica Huemer & Tarmann, 1989
- Udea cretacea (Filipjev, 1925)
- Udea donzelalis (Guenée, 1854)
- Udea juldusalis (Zerny, 1914)
- Udea murinalis (Fischer von Röslerstamm, 1842)
- Udea nebulalis (Hübner, 1796)
- Udea plumbalis (Zerny, 1914)
- Udea rhododendronalis (Duponchel, 1834)
- Udea uliginosalis (Stephens, 1834)

Udea decrepitalis species group:
- Udea decrepitalis (Herrich-Schäffer, 1848)
- Udea hamalis (Thunberg, 1792)
- Udea inquinatalis (Lienig & Zeller, 1846)
- Udea prunalis (Denis & Schiffermüller, 1775)

Виды без указания группы:
- Udea absolutalis (Dyar, 1913)
- Udea aenigmatica (Heinrich, 1931)
- Udea affinialis (Zerny, 1914)
- Udea afghanalis (Amsel, 1970)
- Udea aksualis (Caradja, 1928)
- Udea alaskalis (Gibson, 1920)
- Udea albipunctalis Dognin, 1905
- Udea albostriata Zhang & Li, 2016
- Udea amitina (Butler, 1883)
- Udea angustalis (Dognin, 1905)
- Udea annectans Munroe, 1974
- Udea argoscelis (Meyrick, 1888)
- Udea asychanalis (Druce, 1899)
- Udea auratalis (Warren, 1895)
- Udea aurora (Butler, 1881)
- Udea autoclesalis (Walker, 1859)
- Udea berberalis (Barnes & McDunnough, 1918)
- Udea binoculalis (Hampson, 1904)
- Udea brontias (Meyrick, 1899)
- Udea bryochloris (Meyrick, 1899)
- Udea caliginosalis (Ragonot, 1894)
- Udea calliastra (Meyrick, 1899)
- Udea caminopis (Meyrick, 1899)
- Udea capsifera (Meyrick, 1933)
- Udea cataphaea (Meyrick, 1899)
- Udea chalcophanes (Meyrick, 1899)
- Udea chloropis (Meyrick, 1899)
- Udea chytropa (Meyrick, 1899)
- Udea cinerea (Butler, 1883)
- Udea conisalias (Meyrick, 1899)
- Udea constricta (Butler, 1882)
- Udea conubialis Yamanaka, 1972
- Udea coranialis Munroe, 1967
- Udea costiplaga (Dognin, 1913)
- Udea crambialis (Druce, 1899)
- Udea curvata Zhang & Li, 2016
- Udea decoripennis Munroe, 1967
- Udea defectalis (Sauber, 1899)
- Udea despecta (Butler, 1877)
- Udea detersalis (Walker, 1866)
- Udea diopsalis (Hampson, 1913)
- Udea dracontias (Meyrick, 1899)
- Udea dryadopa (Meyrick, 1899)
- Udea elutalis (Denis & Schiffermüller, 1775)
- Udea endopyra (Meyrick, 1899)
- Udea endotrichialis (Hampson, 1918)
- Udea ennychioides (Butler, 1881)
- Udea ephippias (Meyrick, 1899)
- Udea eucrena (Meyrick, 1888)
- Udea ferrealis (Hampson, 1900)
- Udea flavofimbriata (Moore, 1888)
- Udea fulcrialis (Sauber, 1899)
- Udea fumipennis (Warren, 1892)
- Udea fusculalis (Hampson, 1899)
- Udea gigantalis Dognin, 1912
- Udea grisealis Inoue, Yamanaka & Sasaki, 2008
- Udea helioxantha (Meyrick, 1899)
- Udea helviusalis (Walker, 1859)
- Udea hyalistis (Lower, 1902)
- Udea ialis (Walker, 1859)
- Udea ichinosawana (Matsumura, 1925)
- Udea illineatalis (Dognin, 1904)
- Udea incertalis (Caradja in Caradja & Meyrick, 1937)
- Udea indistincta (Butler, 1883)
- Udea indistinctalis Warren, 1892
- Udea inferioralis (Walker, 1866)
- Udea inhospitalis Warren, 1892
- Udea intermedia Inoue, Yamanaka & Sasaki, 2008
- Udea karagaialis (Caradja, 1916)
- Udea khorassanalis (Amsel, 1950)
- Udea kusnezovi Sinev, 2008
- Udea lagunalis (Schaus, 1913)
- Udea lampadias (Meyrick, 1904)
- Udea latipennalis (Caradja, 1928)
- Udea lenta (Meyrick, 1936)
- Udea lerautalis Tautel, 2014
- Udea litorea (Butler, 1883)
- Udea mandronalis (Walker, 1859)
- Udea mechedalis (Amsel, 1950)
- Udea melanephra (Hampson, 1913)
- Udea melanopis (Meyrick, 1899)
- Udea melanosticta (Butler, 1883)
- Udea metasema (Meyrick, 1899)
- Udea micacea (Butler, 1881)
- Udea minnehaha (Pryer, 1877)
- Udea montanalis (Schaus, 1912)
- Udea monticolens (Butler, 1882)
- Udea nea (Strand, 1918)
- Udea nebulatalis Inoue, Yamanaka & Sasaki, 2008
- Udea nigrescens (Butler, 1881)
- Udea nigripunctata Warren, 1892
- Udea nigrostigmalis Warren, 1896
- Udea nomophilodes (Hampson, 1913)
- Udea nordeggensis (McDunnough, 1929)
- Udea ochreocapitalis (Ragonot, 1894)
- Udea ochropera (Hampson, 1913)
- Udea octosignalis (Hulst, 1886)
- Udea ommatias (Meyrick, 1899)
- Udea orbicentralis (Christoph, 1881)
- Udea pachygramma (Meyrick, 1899)
- Udea paghmanalis (Amsel, 1970)
- Udea phaealis (Hampson, 1899)
- Udea phaethontia (Meyrick, 1899)
- Udea phyllostegia (Swezey, 1946)
- Udea planalis (South in Leech & South, 1901)
- Udea platyleuca (Meyrick, 1899)
- Udea poasalis (Schaus, 1912)
- Udea poliostolalis (Hampson, 1918)
- Udea praefulvalis (Amsel, 1970)
- Udea proximalis Inoue, Yamanaka & Sasaki, 2008
- Udea pseudocrocealis (South in Leech & South, 1901)
- Udea psychropa (Meyrick, 1899)
- Udea punctiferalis (South in Leech & South, 1901)
- Udea punoalis Munroe, 1967
- Udea pyraustiformis (Toll, 1948)
- Udea ragonotii (Butler, 1883)
- Udea renalis Moore, 1888
- Udea russispersalis (Zerny, 1914)
- Udea sabulosalis Warren, 1892
- Udea saxifragae (McDunnough, 1935)
- Udea schaeferi (Caradja in Caradja & Meyrick, 1937)
- Udea scoparialis (Hampson, 1899)
- Udea scorialis (Zeller, 1847)
- Udea secernalis (Möschler, 1890)
- Udea secticostalis (Hampson, 1913)
- Udea sheppardi (McDunnough, 1929)
- Udea simplicella (La Harpe, 1861)
- Udea sobrinalis (Guenée, 1854)
- Udea soratalis Munroe, 1967
- Udea stellata (Butler, 1883)
- Udea stigmatalis (Wileman, 1911)
- Udea subplanalis (Caradja in Caradja & Meyrick, 1937)
- Udea suisharyonensis (Strand, 1918)
- Udea suralis (Schaus, 1933)
- Udea tenoalis Munroe, 1974
- Udea testacea (Butler, 1879)
- Udea tetragramma (J. F. G. Clarke, 1965)
- Udea thermantis (Meyrick, 1899)
- Udea thermantoidis (Swezey, 1913)
- Udea thoonalis (Walker, 1859)
- Udea thyalis (Walker, 1859)
- Udea torvalis (Möschler, 1864)
- Udea umbriferalis (Hampson, 1918)
- Udea uralica Slamka, 2013
- Udea vacunalis (Grote, 1881)
- Udea vastalis (Christoph in Romanoff, 1887)
- Udea violae (Swezey, 1933)
- Udea viridalis (Dognin, 1904)
- Udea washingtonalis (Grote, 1882)

## Бывшие виды
- Udea catilualis (Hampson, 1900), синонимизирован с Udea numeralis[12]
- Udea conquisitalis (Guenee, 1849), перенесён в Evergestis, Glaphyriinae[1]
- Udea epicoena (Meyrick, 1937), синонимизирован с Udea ferrugalis[11]
- Udea illutalis (Guenée, 1854), синонимизирован с Udea numeralis[12]
- Udea infuscalis Zeller, 1852, перенесён в Lirabotys, Pyraustinae[11]
- Udea melanostictalis (Hampson in Poulton, 1916), перенесён в Achyra, Pyraustinae[11]
- Udea pauperalis (Staudinger, 1879), перенесён в Pyrausta, Pyraustinae[12]
- Udea perfervidalis (Hampson, 1900), перенесён в Metasia, Spilomelinae[12]
- Udea sviridovi Bolshakov, 2002[13], синонимизирован с Udea exalbalis[12]